# Абсорбційний осушник
Абсорбці́йний осу́шник — осушник, в якому видалення парів води відбувається в результаті того, що вони вступають у хімічну реакцію з речовинами-абсорбентами.